# Кривые Выселки
Кривы́е Вы́селки — посёлок в Железногорском районе Курской области России. Входит в состав Троицкого сельсовета.

## География
Расположен в 24 км к юго-востоку от Железногорска и в 1 км к югу от Михайловского водохранилища на реке Свапе. Высота над уровнем моря — 182 м. Ближайшие населённые пункты — деревня Гнездилово и село Троицкое. К западу от посёлка находится урочище Селещенское.

## История
В 1937 году в посёлке было 16 дворов. Во время Великой Отечественной войны, с октября 1941 года по февраль 1943 года, посёлок находился в зоне немецко-фашистской оккупации. До 1963 года Кривые Выселки находились в составе Верхнелюбажского района, в 1963—1965 годах в составе Фатежского района, с 1965 года в Железногорском районе.

## Население
| 1979 | 2002 | 2010 |
| ---- | ---- | ---- |
| 35   | ↗38  | ↘19  |